# Герхард Цеманн
Герхард Цеманн (нім. Gerhard Zemann) — австрійський актор театру і кіно. 

## Біографія
Народився 21 березня 1940 року в Відні. Здобув освіту режисера та актора в театрі Моцарта в Зальцбурзі. Пізніше став там викладачем акторської майстерності. Герхард Цеманн грав у багатьох п'єсах німецькою мовою і заснував зальцбурзьке кабаре «Die Grenzganger». Грав в серіалі «Воротарка» («Die Hausmeisterin»), відзначеному телевізійною премією Адольфа Грімм. Телефільм «Каракас» («Caracas»), де Цеманн грав одну з головних ролей, був удостоєний в 1989 році на Канському кінофестивалі призу «Award of the Youth» (в номінації «іноземний фільм»). Однак, найбільшу популярність Цеманну принесла роль Леонардо Графа в телевізійному серіалі «Комісар Рекс». Помер 14 квітня 2010 року від серцевого нападу.

## Фільмографія
| Рік       | Українська назва                  | Оригінальна назва                   | Роль          |
| --------- | --------------------------------- | ----------------------------------- | ------------- |
| 1967      |                                   | Ostwind                             |               |
| 1970      |                                   | Komm nach Wien, ich zeig dir was!   |               |
| 1983      |                                   | Monaco Franze — Der ewige Stenz     |               |
| 1983      |                                   | Der grüne Stern                     |               |
| 1984      | Заборонена допомога               | Verbotene Hilfe                     |               |
| 1986      |                                   | Das Diarium des Dr. Döblinger       |               |
| 1986      |                                   | Rette mich, wer kann                |               |
| 1987      |                                   | Der Elegante Hund                   |               |
| 1988      | Ніжні розтяпи 2                   | Zärtliche Chaoten II                | Ганс          |
| 1989      | Каракас                           | Caracas                             |               |
| 1990      | Якщо це дізнаються сусіди         | Wenn das die Nachbarn wüßten        |               |
| 1992      | Привратниця                       | Die Hausmeisterin                   |               |
| 1994      |                                   | Weißblaue Geschichten               |               |
| 1994      |                                   | Tatort                              |               |
| 1995      | Троє на чужих подушках            | Drei in fremden Kissen              |               |
| 1995      |                                   | Ein Mann in der Krise               |               |
| 1996      | Священні неприємності з раєм      | Hochwürdens Ärger mit dem Paradies  |               |
| 1996      | Штокінгер                         | Stockinger                          | Леонардо Граф |
| 1996      |                                   | Drei in fremden Betten              |               |
| 1994—2004 | Комісар Рекс                      | Kommissar Rex                       | Леонардо Граф |
| 1997      | Сердце завжди залишається молодим | Ein Herz wird wieder jung           |               |
| 1997      |                                   | Eine fast perfekte Scheidung        |               |
| 1997      |                                   | Fröhlich geschieden                 |               |
| 1997      |                                   | Kowalsky                            |               |
| 1998      |                                   | Peter und Paul                      |               |
| 1998      |                                   | Frauen lügen nicht                  |               |
| 1998      |                                   | Vater wider Willen                  |               |
| 2004      | Кримінальний кросворд             | SOKO Kitzbühel                      |               |
| 2004      | Мовчання                          | Silentium                           |               |
| 2004      |                                   | Tausendmal berührt                  |               |
| 2005      |                                   | Schön, daß es dich gibt             |               |
| 2005      |                                   | Conny und die verschwundene Ehefrau |               |
| 2007      |                                   | Oben ohne                           |               |
| 2009      | Комісар Рекс                      | Kommissar Rex                       | Леонардо Граф |